# Roman Michalski
Roman Michalski (ur. 11 stycznia 1938 w Kutnie) – polski aktor teatralny, filmowy i telewizyjny, reżyser teatralny.

## Życiorys
9 kwietnia 1960 zadebiutował w roli księdza w Wieczorze Trzech Króli Williama Szekspira w reż. Jerzego Waldena na deskach Teatru Powszechnego w Łodzi. W 1961 ukończył studia na Wydziale Aktorskim Państwowej Wyższej Szkoły Teatralnej i Filmowej w Łodzi.
Występował na scenach Teatru Klasycznego w Warszawie (1961–1962), Teatru im. Aleksandra Fredry w Gnieźnie (1962–1963), Teatru im. Wojciecha Bogusławskiego w Kaliszu (1963–1968), Teatru im. Juliusza Osterwy w Gorzowie Wielkopolskim (1968–1969), Teatru im. Stefana Jaracza w Olsztynie (1969–1977) oraz Teatru Śląskiego im. Stanisława Wyspiańskiego w Katowicach (1977–2010).
Podczas swojej bogatej kariery teatralnej zagrał pnad 300 ról, m.in. Robinsona w Przypadkach Robinsona Kruzoe według Daniela Defoe w reż. Romana Załuskiego (1965), doktora Dobranieckiego w Znachorze według Tadeusza Dołęgi-Mostowicza w reż. Krzysztofa Rościszewskiego (1976), Szpiekina w Rewizorze Nikołaja Gogola w reż. Bogdana Toszy (1989), Radosta w Ślubach panieńskich, czyli magnetyzmie serca Aleksandra Fredry w reż. Anny Polony (1993), Capuletiego w Romeo i Julii Williama Szekspira w reż. Bartosza Zaczykiewicza (2000), Eugeniusza w Tangu Sławomira Mrożka w reż. Filipa Bajona (2004), pustelnika w Balladynie Juliusza Słowackiego w reż. Jerzego Głybina (2007), Wernyhorę w Weselu Stanisława Wyspiańskiego w reż. Rudolfa Zioło (2007) oraz kaprala, hrabiego i pułkownika w Dziadach Adama Mickiewicza w reż. Krzysztofa Babickiego (2011).
W ostatnich latach z powodzeniem zajmuje się reżyserią. Na scenach Akademii Muzycznej im. Karola Szymanowskiego w Katowicach i Teatru Muzycznego w Gliwicach wystawiono liczne wyreżyserowane przez niego przedstawienia.
Występował również w Teatrze Telewizji, m.in. w spektaklach: Lepiej byłoby, gdybym się był nie żenił Jana Nepomucena Kamińskiego w reż. Marka Kostrzewskiego (1979), Strych na Kossakówce według Marii Pawlikowskiej-Jasnorzewskiej i Magdaleny Samozwaniec w reż. własnej i Anny Ciepielewskiej (1995) oraz w sztuce Iwona, księżniczka Burgunda Witolda Gombrowicza, którą wyreżyserował urodzony w Rumunii Atilla Keresztes (2011).
Występuje na deskach Teatru Śląskiego m.in. w spektaklach Odys i świnie, czyli opowieść mitomana w reż. Agaty Dudy-Gracz czy Himalaje w reż. Roberta Talarczyka, a z okazji 45-lecia pracy w tym teatrze wcielił się w rolę Starego Maxa Aue w spektaklu Łaskawe według powieści Jonathana Littella w reżyserii Mai Kleczewskiej. Gra również Majora w Folwarku zwierzęcym na podstawie powieści George’a Orwella.

## Filmografia
- Zawsze w niedziele (1965)
- Ślad na ziemi (serial telewizyjny) (1978) – pijaczek w pociągu
- Weryfikacja (1986)
- Pitbull (serial telewizyjny) (2008) (odc. 31.)
- Bolesław Huberman, czyli Zjednoczenie Europy i skrzypce (2010) – profesor Josef Joachim
- Strzępy (2022) - Stefan

## Odznaczenia i nagrody
- Srebrny Medal „Zasłużony Kulturze Gloria Artis” (2018)[6]
- Złoty Krzyż Zasługi (2002)
- Srebrny Krzyż Zasługi (1999)
- Odznaka Honorowa „Zasłużony Działacz Kultury”
- Złota Maska za rolę gospodarza w Weselu Stanisława Wyspiańskiego i profesora w Wujaszku Wani Antona Czechowa w Teatrze Śląskim im. Stanisława Wyspiańskiego w Katowicach (1993)